# Bumech
Bumech S.A. ist ein polnisches Unternehmen mit Sitz in Kattowitz. Es ist in der Bergbauindustrie tätig und leistet Aushub von untertägigen Grubenbauen, Service und Reparatur von Maschinen, stellt Bergbaumaschinen, -geräte und Gummiwaren her. Darüber hinaus produziert es Industrieanlagen und -geräte für andere Wirtschaftszweige wie Energietechnik, Energie, Erz- und Mineralbergbau. Tochtergesellschaften sind Przedsiębiorstwo Górnicze Silesia Spolka z o.o. und Bumech - Technika Gornicza Sp. z o.o.
Bumech war bis zum 29. Januar 2025 an der Warschauer Börse im polnischen Mittelwerteindex mWIG40 notiert.

## Geschichte
Bumech wurde im Jahr 2007 gegründet. Im Jahre 2008 ging das Unternehmen an die Börse. Es wurden 2.000.000 Aktien der Serie B zum Preis von 13,6 PLN angeboten. Am 28. Januar 2021 wurde das Steinkohlebergbauunternehmen Przedsiębiorstwo Górnicze Silesia Spolka z o.o. in Szopienice, einem Stadtteil von Kattowitz, gekauft. Marcin Sutkowski, der schon von 2013 bis 2020 Vorstandsvorsitzender war, wurde mit Wirkung vom 3. Dezember 2022 wieder CEO von Bumech S.A.

## Aktionärsstruktur
| Aktionär                 | Anteil am Grundkapital |
| ------------------------ | ---------------------- |
| Marcin Sutkowski         | 38,00 %                |
| G Investments Sp. z o. o | 6,39 %                 |
| Streubesitz              | 55,61 %                |